# Мачешанское сельское поселение
Мачеша́нское се́льское поселе́ние — муниципальное образование в составе Киквидзенского района Волгоградской области.
Административный центр — село Мачеха.

## История
Мачешанское сельское поселение образовано 10 декабря 2004 года в соответствии с Законом Волгоградской области № 967-ОД.

## Население
| 2010  | 2012  | 2013  | 2014  | 2015  | 2016  | 2017  |
| ----- | ----- | ----- | ----- | ----- | ----- | ----- |
| 2475  | ↘2457 | ↘2445 | ↘2418 | ↘2381 | ↗2390 | ↗2397 |
| 2018  | 2019  | 2020  | 2021  |       |       |       |
| ↗2426 | ↘2404 | ↘2385 | ↘2340 |       |       |       |

## Состав сельского поселения
| № | Населённый пункт | Тип населённого пункта       | Население |
| - | ---------------- | ---------------------------- | --------- |
| 1 | Мачеха           | село, административный центр | ↘2340     |